# ليونارد موتشيرو ماينا
ليونارد موتشيرو ماينا (بالإنجليزية: Leonard Mucheru Maina) (مواليد 13 يونيو 1978 في نيانداروا) عداء مسافات طويلة بحريني الجنسية كيني المولد متخصص في سباق 5000 متر. كان يعرف باسم مشير سالم جوهر من 2004 إلى 2007 عندما اكتسب الجنسية البحرينية.
تحت اسم كينيا حل رابعا في بطولة العالم لاختراق الضاحية عام 2000. قرر الهجرة إلى البحرين في عام 2003 وحصل على الجنسية في عام 2004 وفي نفس الوقت حصل على اسم عربي جديد. في ذلك الوقت كان هذا الأمر معتاد في البحرين عند حصول العدائين من دول شرق أفريقيا على الجنسية خاصة من كينيا.
في عام 2001 فاز ماينا بسباق 3000 متر في ألعاب ميلروز بتسجيله زمن قدره 7:50.01 دقيقة كما فاز بسباق الخمسة أميال في ديربي راي في زمن قدره 23:18 دقيقة.
قبل تغيير الجنسية حل ماينا سابعا في بطولة العالم لألعاب القوى داخل الصالات 2003 ورابعا في نهائي ألعاب القوى العالمي 2003. في عام 2004 فاز بسباق 3000 متر في بطولة آسيا لألعاب القوى داخل الصالات. أثار هذا الفوز بعض الجدل لأنه وفقا لقوانين الاتحاد الدولي لألعاب القوى فإنه لم يكن مؤهلا للمشاركة تحت اسم البحرين حتى 16 مارس 2006. في نهاية الموسم حل رابعا في نهائي ألعاب القوى العالمي للسنة الثانية على التوالي. ومع ذلك كان غائبا على المستوى الدولي حتى أواخر عام 2006 عندما حصل على الميدالية الفضية في دورة الألعاب الآسيوية. حصلت البحرين على عدة ميداليات أخرى عن طريق يوسف سعد كامل وبلال منصور علي وطارق مبارك طاهر المهاجرين من كينيا.
في 4 يناير 2007 فاز بأول سباق ماراثون في مسيرته الرياضية وذلك عن طريق ماراثون طبريا الذي أقيم في إسرائيل بزمن قدره 2:12:13 ساعة. كان أول رياضي عربي يشارك في بطولة في إسرائيل مما أدى في وقت لاحق إلى تجريده من جنسيته البحرينية. في 21 يناير 2007 قرر المسئولون البحرينيون العدول عن قرار سحب الجنسية والسماح له بالاستمرار في اللعب تحت اسم البحرين.
في ديسمبر 2007 أفيد أنه اكتسب الجنسية الكينية مجددا.
احتفط بلقب ماراثون طبريا في عام 2008 بزمن قدره 2:10:30 ساعة. شارك ماينا في ماراثون طبريا في عام 2009 لكنه حل ثانيا بزمن قدره 2:09:37 ساعة. الفائز الكيني جاكسون كيبكيتش حطم الرقم القياسي للبطولة بتسجيله زمن قدره 02:08:07 ساعة.
في عام 2010 فشل في تحقيق المراكز العشرة الأولى في ماراثون طبريا بينما حل ثامنا في ماراثون دبي ورابعا في ماراثون سان دييغو. حطم رقمه القياسي بفارق أكثر من نصف دقيقة في ماراثون دايغو في أبريل 2011 حيث حل ثالثا.

## الأرقام الشخصية
- 1500 متر – 3:33.79 دقيقة (2001)
- ميل واحد – 3:49.75 دقيقة (2001)
- 3000 متر – 7:35.35 دقيقة (2001)
- 3000 متر موانع – 8:47.34 دقيقة (2000)
- 5000 متر – 12:59.79 دقيقة (2005)
- الماراثون – 2:08:53 دقيقة (2011)

## روابط خارجية
- ليونارد موتشيرو ماينا على موقع الاتحاد الدولي لألعاب القوى (الإنجليزية)